# Sukajadi (Bukit Batu)
Sukajadi is een bestuurslaag in het regentschap Bengkalis van de provincie Riau, Indonesië. Sukajadi telt 1142 inwoners (volkstelling 2010).